# راهب

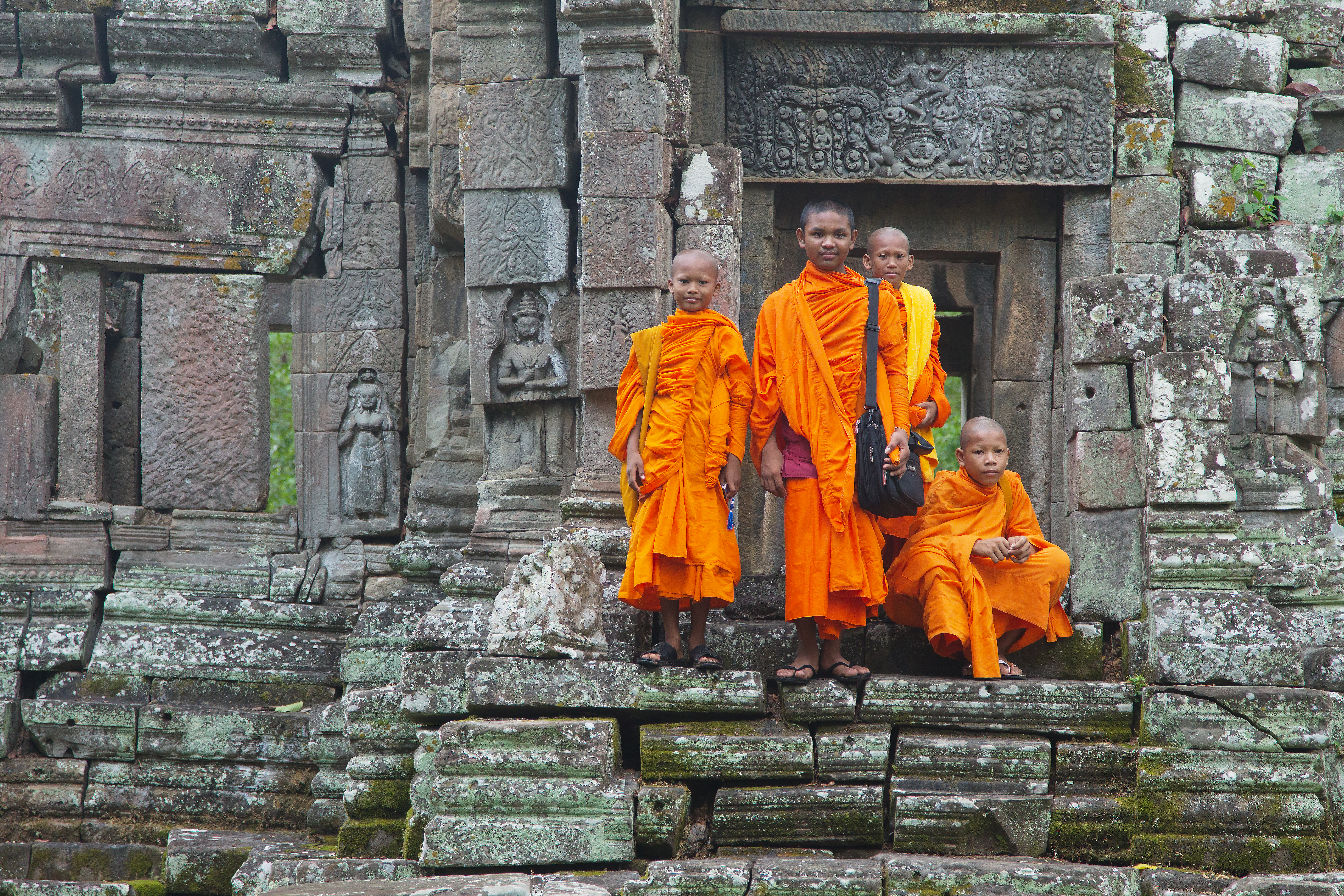
چند راهب بودایی جوان در کامبوج

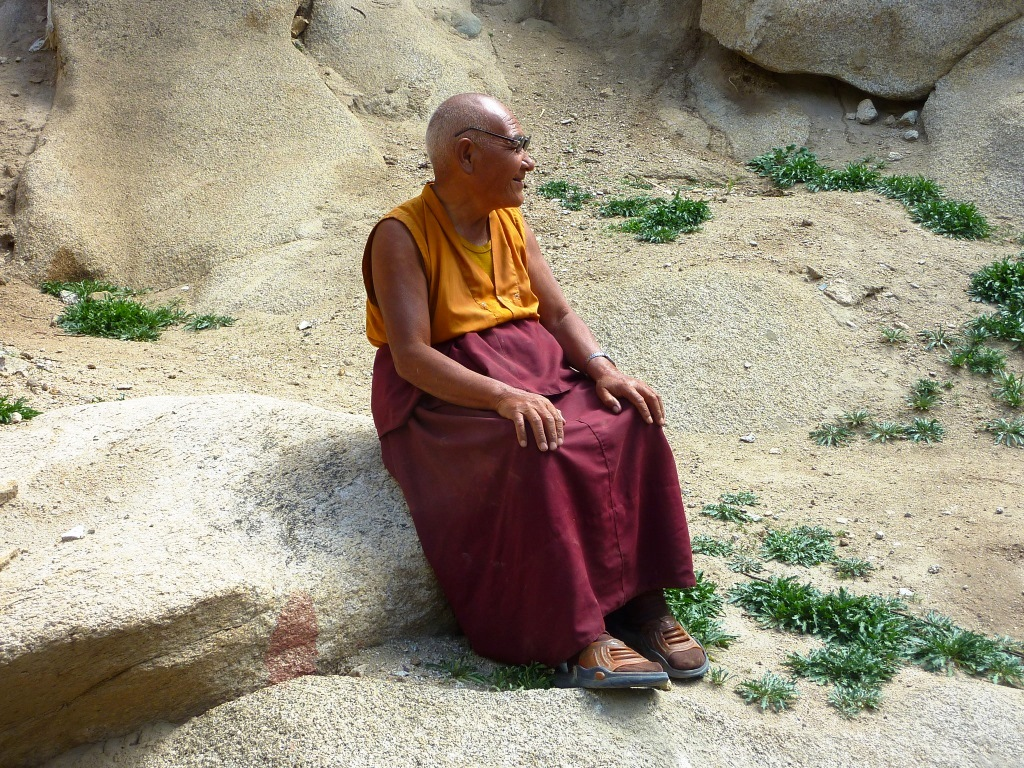
راهبی در شهر لداخ در شمال هند

راهب (به انگلیسی: monk) (گرفته شده از واژه یونانی μοναχός, monachos به معنای تنها و گوشه نشین) شخصی است که اصول ریاضت و مرتاضی که وظیفه ایست دینی را انجام می‌دهد و تنها یا همراه با دیگر راهبان زندگی می‌کند. راهب ممکن است فردی باشد که تصمیم گرفته زندگیش را وقف خدمت به نوع بشر کند یا می‌تواند زاهد و مرتاض باشد که داوطلبانه برمی‌گزیند تا جریان اصلی زندگی را ترک گفته و زندگی خود را در دعا و تفکر گذران کند. این مفهومی دیرینه و کهنی است و می‌توان آن را در ادیان و فلسفه‌های بسیاری یافت.
این لفظ در زبان یونانی برای زنان نیز قابل کاربرد است، اما در انگلیسی مدرن به‌طور عمده فقط برای مردان استفاده می‌شود در صورتی‌که معمولاً از واژهٔ راهبه (به انگلیسی: nun) برای راهبان زن به کار می‌برند.
اگرچه اصطلاح monk خاستگاهی مسیحی دارد، اما در زبان انگلیسی می‌توان آن را با معانی مشابه و آزادانه هم برای مردان و زنان تارک و راهب از دیگر ادیان و زمینه‌ها و ریشه‌های فلسفی به کار برد.
راهب واژه‌ای عمومی و کلی است و در نتیجه ممکن است در بعضی از سنتهای مذهبی و فلسفی با اصطلاحات دیگری چون عابد و زاهد (ascetic) قابل تعویض باشد. اما عمومی بودن این واژه به معنای استفاده و جایگزین کردن آن با اصطلاحاتی که به انواع خاص راهب دلالت دارند نیست.

## بودیسم
آنها از رهبانیت روزگار می‌گذرانند و روزانه به مراسم صبحگاهی می‌روند. مردم بومی برای آنها غذا تهیه می‌کنند اما راهبان خود حق درخواست چیزی ندارند. آنها در صومعه زندگی می‌کنند. راهبان در جامعه سنتی آسیایی نقش مهمی دارند
راهبان بودایی چینی به‌طور سنتی و کلیشه ای با تمرین هنرهای رزمی چینی یا کونگ فو ارتباط داشته‌اند و راهبان اغلب شخصیت‌های مهم در فیلم‌های رزمی هستند. این وابستگی، بیشتر در اطراف معبد شائولین متمرکز شده‌است. راهب بودایی بودی‌دارما، که به‌طور سنتی به عنوان بنیان‌گذار بودیسم ذن در چین شناخته می‌شود همچنین ادعا می‌شود کالارایپایاتو (که بعداً به کونگ فو تبدیل شد) را به کشور معرفی کرده‌است. این ادعای اخیر مناقشه زیادی ایجاد کرده‌است (رجوع کنید به بودیدارما، ورزشهای رزمی و ارتباط هند مورد مناقشه) یک ویژگی دیگر در مورد راهبان بودایی چینی این است که آنها علائم سوختگی را در پوست سر خود انجام می‌دهند انگشت یا بخشی از پوست در قسمت جلوی بازو با بخور علامت گذاری می‌شود.

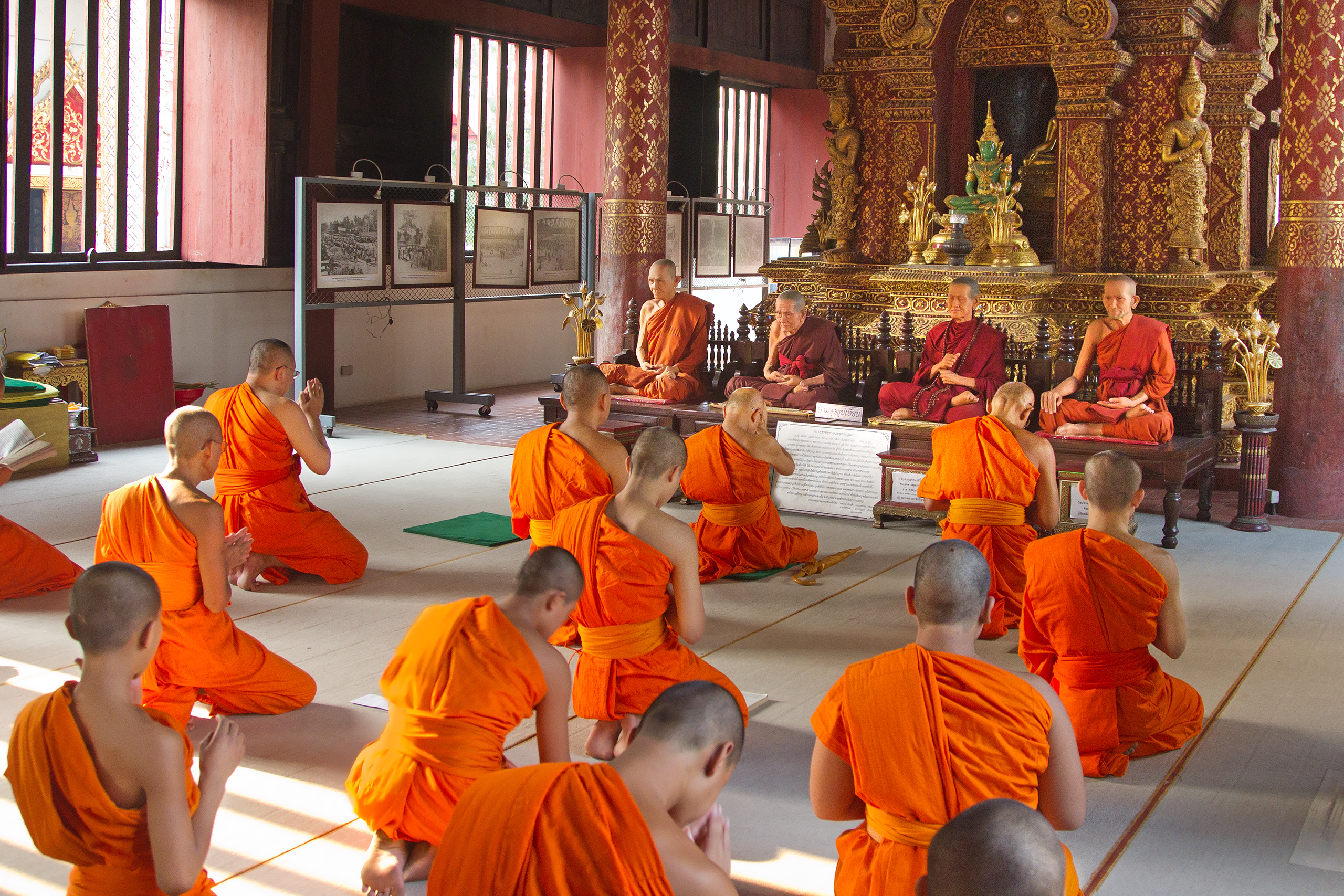
راهبان بودایی در تایلند

در تایلند و برمه، معمول است که پسران مدتی را به عنوان راهب در صومعه زندگی کنند. اغلب آنها فقط چند سال می‌مانند و سپس می‌روند، اما تعدادی از آنها زندگی زاهدانه را تا آخر عمر ادامه می‌دهند.
در مغولستان طی دهه ۱۹۲۰، حدود ۱۱۰۰۰۰ راهب زندگی می‌کردند از جمله کودکان، که حدود یک سوم از مردان را تشکیل می‌دادند، بسیاری از آنها در تصفیه‌های چویبالسان کشته شدند.

## مسیحیت

### رهبانیت غربی

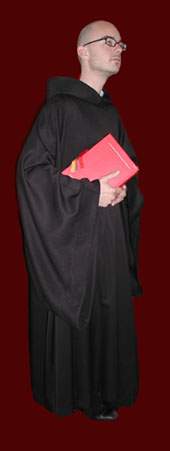
پیمان سنت بندیکت

در کلیسای کاتولیک، راهب یک عضو یک نظام مذهبی است که در یک صومعه، یا معابد تحت سلطه کلیسای بالاتر زندگی مشترکی دارند. زندگی روزمره آنها تحت یک حکومت صومعه‌ای مانند سنت بندیکت نرسیا (۴۸۰–۵۴۳ یا ۵۴۷ میلادی) است که بنیان‌گذار رهبانیت غرب بود.

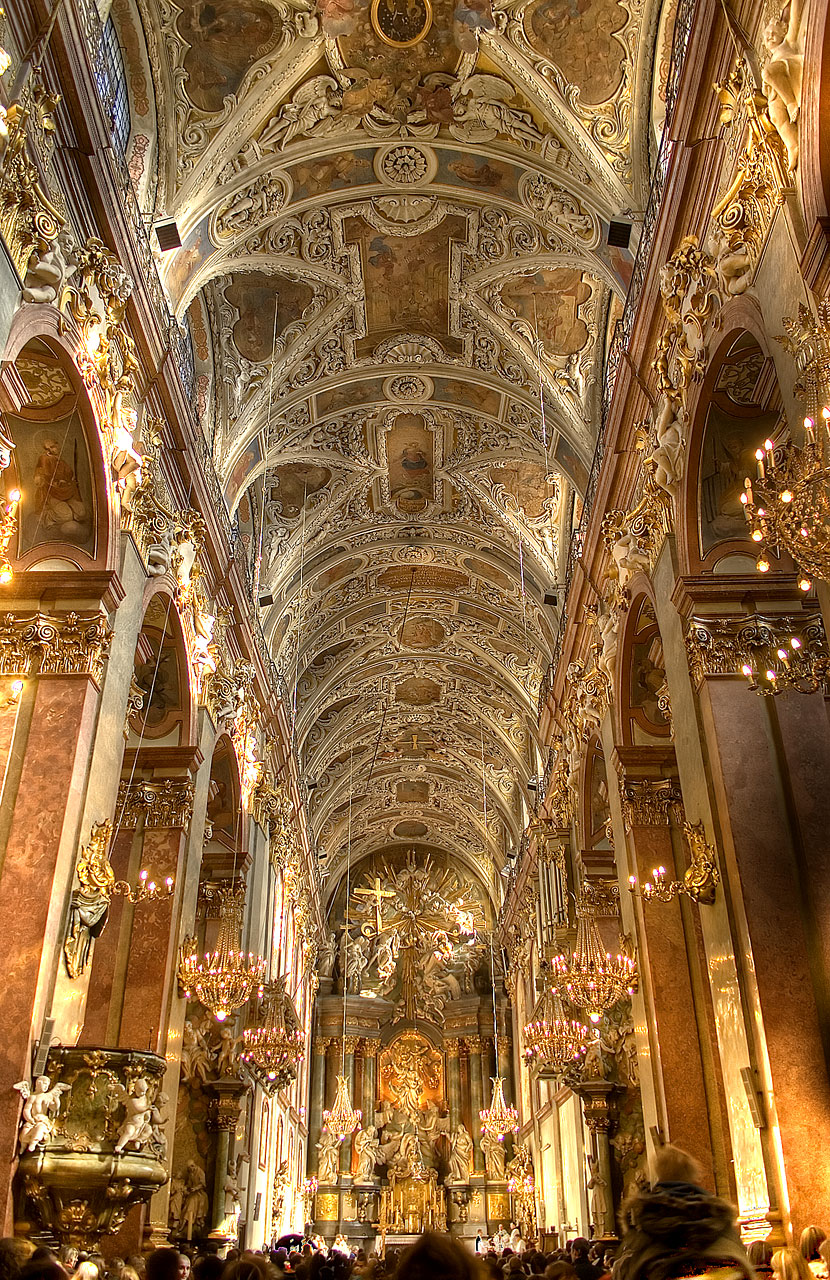
صومعه مشهور یاسنا گورا، از آخرین صومعه‌هایی که تحت فرمان پدران پائولین بود.

پیمان‌های مذهبی گرفته شده در غرب نخستین بار توسط سنت بندیکت انتشار یافت. این پیمان‌ها سه عدد بود: اطاعت، تبدیل زندگی و ثبات. اطاعت از راهب فراخوان اطاعت از مسیح است، همان‌طور که از شخص برتر صومعه، که یک راهب بزرگ است. تبدیل زندگی به معنای کلی این است که راهب خود را به راه یک راهب تبدیل کند. ثبات بیان این است که راهب بقیه عمرش خودش را متعهد به صومعه می‌داند.
سرانجام نذرهایی، در سایر جوامع مذهبی، به‌عنوان نذرهای اطاعت تأسیس شد، فقر و عفاف. فقر مستلزم آن است که آنها از هرگونه مالکیت در دارایی یا املاک خودداری کنند، مگر مواردی که از طرف برترشان به آنها اجازه داده شود (مانند عادات مذهبی، یا کفش، ردا و غیره)، و زندگی فقیرانه داشته و هر چه ممکن است با فقرا به اشتراک بگذارد. عفاف مستلزم این است که از آنجا که آنها مایل بودند زندگی خود را وقف خدا کنند، آنها عشق بین زن و مرد را قربانی می‌کردند و ازدواج نمی‌کردند. همچنین، آنها از هرگونه رفتار جنسی خودداری می‌کنند.
برای راهب شدن، ابتدا باید به داوطلبی آن برگزیده شود. در این مدت مرد در صومعه زندگی می کند تا ارزیابی کند که آیا راهب شده است یا نه. به عنوان یک فرد جبران کننده، هیچ قید و شرطی ندارد و در هر زمان آزاد است صومعه را ترک کند. اگر داوطلب و جامعه توافق کنند که داوطلب باید راهب شود، مرد به عنوان یک تازه کار پذیرفته می شود، در آن زمان به او لباس مذهبی داده می شود، و شروع به شرکت کاملتر در زندگی صومعه می کند. پس از یک دوره به عنوان یک تازه کار، معمولاً شش ماه تا یک سال، تازه کار تعهد موقت می پذیرد، که می‌تواند برای یک دوره یک سال تمدید شود. راهب آنگاه تعهدات دائمی را می‌پذیرد، که برای زندگی الزام آور است.

## اسلام
در اسلام به بحیرا راهب مسیحی اشاره شده که در سال ۵۸۲ میلادی (سال ۴۱ پیش از هجرت) وقتی که ابوطالب و محمد به سفر تجاری شام رفته بودند، او را ملاقات کردند. بحیرا به آنان تأکید می‌کند که محمد شخص معمولی نیست و دارای نشان‌های پیامبری است.

## فیلم
- راهب و تفنگ